# Grand Theft Auto IV (trilha sonora)
A trilha sonora do jogo Grand Theft Auto IV, como nos jogos anteriores de série, é apresentada principalmente por meio de estações de rádio fictícias no jogo. Estas estações de rádio podem ser escutadas enquanto se dirige um veículo no jogo, embora nem todos tenham rádio. As músicas de GTA IV são não só músicas licenciadas mas também música original feita especificamente para o jogo. Também há jingles e rádios de notícias e programas não-musicais. Cada rádio possui seu próprio DJ e playlist, que permanece inalterada durante todo o jogo. Este jogo inclui 19 estações de rádio no jogo, e mais de 200 faixas (licenciadas e originais). Das 19 estações, 16 são estações musicais, enquanto as outras 3 são rádios não-musicais. Na versão de computador do jogo, há uma vigésima estação na qual o jogador pode adicionar músicas armazenadas no seu disco rígido.

## Rádios
As estações são:

### The Beat 102.7
DJ: DJ Mister Cee e DJ Green Lantern

Género: Hip hop contemporâneo
Lista
- Styles P - "What's the Problem"
- Uncle Murda - "Anybody Can Get It"
- Qadir - "Nickname"
- Busta Rhymes - "Where's My Money"
- Maino - "Getaway Driver"
- Red Cafe - "Stick'm"
- Tru-Life - "Wet 'em Up"
- Johnny Polygon - "Price on Your Head"
- Swizz Beatz - "Top Down"
- Nas - "War Is Necessary"
- Kanye West featuring: Dwele - "Flashing Lights"
- Joell Ortiz featuring: Jadakiss & Saigon - "Hip Hop (Remix)"
- Fat Joe featuring: Lil Wayne - "The Crackhouse"
- Mobb Deep - "Dirty New Yorker"
- Ghostface Killah featuring: Kid Capri - "We Celebrate"
- Styles P featuring: Sheek Louch & Jadakiss - "Blow Ya Mind (Remix)"
- Papoose - "Stylin'"

### The Classics 104.1
DJ: Mixado por DJ Premier

Género: Era de ouro do hip hop
Lista
- Group Home - "Supa Star"
- Brand Nubian - "All for One"
- Special Ed - "I Got It Made"
- Jeru the Damaja - "D. Original"
- Marley Marl feat. Craig G - "Droppin' Science"
- MC Lyte - "Cha Cha Cha"
- Audio Two - "Top Billin'"
- Stetsasonic - "Go Stetsa"
- T La Rock & Jazzy Jay - "It's Yours"
- Gang Starr - "Who's Gonna Take the Weight"
- Main Source feat. Nas & Akinyele - "Live at the Barbecue"

### ElectroChoc
DJ: François K

Género: Electro house 
Lista
- Padded Cell - "Signal Failure"
- Black Devil - "The Devil in Us (Dub)"
- One + One - "No Pressure (Deadmau5 Remix)"
- Alex Gopher - "Brain Leech (Bugged mind remix)"
- K.I.M. - "B.T.T.T.T.R.Y. (Bag Raiders Remix)"
- Simian Mobile Disco - "Tits and Acid"
- Nitzer Ebb - "Let Your Body Learn"
- Kavinsky - "Testarossa Autodrive (SebastiAn Remix)"
- Chris Lake vs. Deadmau5 - "I Thought Inside Out (Original Mix)"
- Boys Noize - "& Down"
- Justice - "Waters of Nazareth"
- Killing Joke - "Turn to Red"
- Playgroup - "Make it Happen"
- Liquid Liquid – "Optimo"

### Fusion FM
DJ: Roy Ayers

Género: Funk/jazz fusion
Lista
- David Axelrod and David McCallum - "The Edge"
- Roy Ayers - "Funk in the Hole"
- Gong - "Heavy Tune"
- David Axelrod - "Holy Thursday"
- Grover Washington, Jr. - "Knucklehead"
- Aleksander Maliszewski - "Pokusa"
- Ryo Kawasaki - "Raisins"
- Marc Moulin - "Stomp"
- Billy Cobham - "Stratus"
- Tom Scott & The L.A. Express - "Sneakin' in The Back"

### IF99 - International Funk
DJ: Femi Kuti

Género: Funk e Afrobeat
Lista
- Lonnie Liston Smith - "A Chance for Peace"
- War - "Galaxy"
- The O'Jays - "Give the People What They Want"
- Gil Scott-Heron - "Home Is Where the Hatred Is"
- The Meters - "Just Kissed My Baby"
- Mandrill - "Livin' It Up"
- Manu Dibango - "New Bell"
- Fela Kuti - "Sorrow, Tears & Blood"
- Femi Kuti - "Truth Don Die"
- Creative Source - "Who Is He and What Is He to You"
- Hummingbird - "You Can't Hide Love"
- Fela Kuti - "Zombie"

### JNR - Jazz Nation Radio 108.5
DJ: Roy Haynes

Género: Jazz
Lista
- Count Basie - "April in Paris"
- John Coltrane - "Giant Steps"
- Chet Baker - "Let's Get Lost"
- Art Blakey and The Jazz Messengers - "Moanin'"
- Miles Davis - "Move"
- Charlie Parker - "Night and Day"
- Roy Haynes - "Snap Crackle"
- Sonny Rollins - "St. Thomas"
- Duke Ellington - "Take the "A" Train"
- Dizzy Gillespie - "Whisper Not (Big Band)"

### The Journey
DJ:Um computador

Género: House progressivo/Música ambiente/chillout
Lista
- Global Communication - "5:23 (Maiden Voyage)"
- Terry Riley - "A Rainbow in Curved Air"
- Steve Roach - "Arrival"
- Michael Shrieve - "Communique 'Approach Spiral'"
- Jean Michel Jarre - "Oxygène, Pt 4"
- Philip Glass - "Pruit Igoe"
- Tangerine Dream - "Remote Viewing"
- Aphex Twin - "#16"a
- Ray Lynch - "The Oh of Pleasure"

### K109 The Studio
DJ: Karl Lagerfeld

Género: Disco
Lista
- Peter Brown - "Burning Love Breakdown"
- Tamiko Jones - "Can't Live Without Your Love"
- Gino Soccio - "Dancer"
- Suzy Q - "Get On Up and Do It Again"
- Electrik Funk - "On a Journey"
- Don Ray - "Standing in the Rain"
- Cerrone - "Supernature"
- Rainbow Brown - "Till You Surrender"
- Harry Thumann - "Under Water"
- Skatt Brothers - "Walk the Night"

### LCHC - Liberty City Hardcore
DJ: Jimmy Gestapo

Género: Hardcore punk, Crossover thrash
Lista
- Murphy's Law - "A Day in the Life"
- Maximum Penalty - "All Your Boyz"
- Underdog - "Back to Back"
- Leeway - "Enforcer"
- Sick of It All - "Injustice System"
- Cro-Mags - "It's the Limit"
- Sheer Terror - "Just Can't Hate Enough (Live)"
- Bad Brains - "Right Brigade"
- Killing Time - "Tell Tale"
- Agnostic Front - "Victim in Pain"

### Liberty Rock Radio 97.8
DJ: Iggy Pop

Género: Rock clássico
Lista
- The Smashing Pumpkins - "1979"
- Godley & Creme - "Cry"
- The Sisters of Mercy - "Dominion/Mother Russia"
- Stevie Nicks - "Edge of Seventeen"
- Electric Light Orchestra - "Evil Woman"
- David Bowie - "Fascination"
- Hello - "New York Groove"
- Black Sabbath - "Heaven and Hell"
- Bob Seger & The Silver Bullet Band - "Her Strut"
- The Stooges - "I Wanna Be Your Dog"
- Genesis - "Mama"
- Q Lazzarus - "Goodbye Horses"
- Queen - "One Vision"
- The Black Crowes - "Remedy"
- Joe Walsh - "Rocky Mountain Way"
- Heart - "Straight On"
- Steve Marriot's All Stars - "Cocaine"
- Thin Lizzy - "Jailbreak"
- The Who - "The Seeker"
- Elton John - "Street Kids"
- ZZ Top - "Thug"
- R.E.M. - "Turn You Inside-Out"

### Massive B Soundsystem 96.9
DJ: Bobby Konders

Género: Dancehall, dub
Lista
- Burro Banton - "Badder Den Dem"
- Choppa Chop - "Set It Off"
- Mavado - "Real Mckoy"
- Jabba - "Raise It Up"
- Bunji Garlin - "Brrrt"
- Richie Spice - "Youth Dem Cold"
- Chuck Fenda - "All About Da Weed"
- Chezidek - "Call Pon Dem"
- Mavado - "Last Night"
- Spragga Benz - "Da Order"
- Bounty Killer - "Bullet Proof Skin"
- Shaggy - "Church Heathen"
- Munga - "No Fraid A"
- Buju Banton - "Driver"

### Radio Broker
DJ: Juliette Lewis

Género: Rock alternativo, Indie rock
Lista
- The Boggs - "Arm in Arm (Shy Child Mix)"
- Cheeseburger - "Cocaine"
- Get Shakes - "Disneyland, Pt 1"
- LCD Soundsystem - "Get Innocuous!"
- The Prairie Cartel - "Homicide" (999 cover)
- Juliette and the Licks - "Inside the Cage (David Gilmour Girls remix)"
- Unkle featuring: The Duke Spirit - "Mayday"
- The Rapture - "No Sex For Ben"
- Tom Vek - "One Horse Race"
- Teenager - "Pony"
- Les Savy Fav - "Rage in the Plague Age"
- White Light Parade - "Riot in the City"
- Deluka - "Sleep Is Impossible"
- The Black Keys - "Strange Times"
- The Pistolas - "Take It with a Kiss"
- Ralph Myerz and the Jack Herren Band - "The Teacher"
- The Greenskeepers - "Vagabond"
- Whitey - "Wrap It Up"
- !!! - "Yadnus (Still Going to the Roadhouse mix)"

### San Juan Sounds
DJ: Daddy Yankee

Género: Reggaeton, Latin Rap
Lista
- Calle 13 - "Atrévete-te-te"
- Daddy Yankee - "Impacto"
- Hector El Father - "Maldades"
- Voltio feat. Jowell y Randy - "Pónmela"
- Don Omar - "Salió El Sol"
- Wisin & Yandel - "Sexy Movimiento"
- Tito El Bambino feat. Jowell, Randy, & De La Ghetto - "Siente El Boom (Remix)"
- Angel y Khriz - "Ven Baílalo"
- Aventura - "El Desprecio"

### Tuff Gong Radio
DJ: Carl Bradshaw

Género: Reggae/dub/Ska/Rocksteady
Lista
- Stephen Marley - "Chase Dem"
- Bob Marley and the Wailers - "Concrete Jungle (The Unreleased Original Jamaican Version)"
- Bob Marley and the Wailers - "Pimper's Paradise"
- Bob Marley and the Wailers - "Rat Race"
- Bob Marley and the Wailers - "Rebel Music (3 O'Clock Roadblock)"
- Bob Marley and the Wailers - "Satisfy My Soul"
- Bob Marley and the Wailers - "So Much Trouble in the World"
- Bob Marley and the Wailers e Damian Marley - "Stand Up Jamrock"
- Bob Marley and the Wailers - "Wake Up & Live (Parts 1 & 2)"

### The Vibe 98.8
DJ: Vaughn Harper

Género: Soul/R&B
Lista
- R. Kelly - "Bump n' Grind"
- Mtume - "C.O.D. (I'll Deliver)"
- Alexander O'Neal - "Criticize"
- RAMP - "Daylight"
- The Isley Brothers - "Footsteps in the Dark"
- Jodeci - "Freek'n You"
- Lloyd - "Get It Shawty"
- Jill Scott - "Golden"
- Loose Ends - "Hangin' On A String"
- Freddie Jackson - "Have You Ever Loved Somebody"
- Dru Hill - "In My Bed (So So Def remix)"
- Marvin Gaye - "Inner City Blues (Make Me Wanna Holler)"
- Minnie Riperton - "Inside My Love"
- Barry White - "It's Only Love Doing Its Thing"
- C.J. - "I Want You"
- The SOS Band - "Just Be Good To Me"
- Ginuwine - "Pony"
- Raheem DeVaughn - "You"
- Ne-Yo - "Because of You"

### Vladivostok FM
DJ: Ruslana

Género: Música contemporanêa do Leste Europeu
Lista
- Kino - "Gruppa Krovi"
- Marakesh - "Jdat"
- Zvery - "Kvartira"
- Seryoga - "King Ring"
- Seryoga - "Liberty City: The Invasion"
- Splean - "Liniya Zhizni"
- Basta - "Mama"
- Leningrad - "Nikogo ne Zhalko"
- Ranetki Girls - "О тебе (o tyebye, About You)"
- Dolphin - "RAP"
- Glukoza - "Schweine"
- Ruslana - "Wild Dances (Ukranian FM Version)"
- Oleg Kvasha - "Zelenoglazoe Taksi (Club Remix)"